# Шенен
Шенен (фр. chenin), или шенен-блан («белый шенен»; фр. chenin blanc) — технический (винный) сорт винограда из Турени, используемый для производства обширного спектра белых вин: сухих, игристых, десертных.
Самый распространённый сорт белого винограда в ЮАР (где обычно именуется Steen). Значительные виноградники этого сорта также имеются в Австралии. На меньших площадях возделывается в Калифорнии, Чили, Мексике, Аргентине и Новой Зеландии. 
Чёрным шененом (шенен-нуар) иногда называют редкий луарский сорт Pineau d'Aunis.

## История
В 1999 году генетики доказали, что, как и многие другие технические сорта белого винограда, шенен происходит от сорта Саваньен, ныне возделываемого преимущественно на склонах Юры.
Знаменитый ампелограф Пьер Гале пытался найти упоминания данного сорта в долине Луары в документах IX века, в частности отождествить его с виноградом, упоминаемым в документах аббатства Гланфёй на берегу Луары. Шенен упомянут Рабле в 25-й главе романа о Гаргантюа.
Название сорта обычно производят от холма Шенен в Турени. Известно о том, что в 1520-35 гг. владельцы расположенного в тех местах замка Шенонсо возделывали виноград под названием Plant d’Anjou («растение из Анжу»), под которым мог скрываться как раз шенен. 

## Характеристики
Сила роста лозы средняя. Лист средний, округлый, пятилопастный, реже трехлопастные. Нижняя поверхность листа покрыта опушением. Гроздь цилиндроконическая или коническая. Ягоды средней величины, округлые, имеют золотисто-желтую кожицу. Урожайность этого сорта винограда сильно зависит от условий, он позднего срока созревания. В долине Луары вина высокого качества получают в тёплые годы и только при условии ограничения урожайности куста.
Французы относят шенен к наиболее элитным сортам белого винограда (cépages nobles). Естественная кислотность винограда обеспечивает возможность длительной выдержки вин (до столетия и выше). Так, лучшие вина Вувре (которые бывают и сухими, и игристыми, и сладкими) достигают совершенства после сорока лет.
При описании аромата вин из шенена чаще всего упоминаются ренклод, дыня и дягиль. В вина позднего сбора «благородная гниль» добавляет ароматы мёда и персика, которые при старении вина дополняются нюансами марципана и айвы.